# Jussara Lima
Antônia Jussara Gomes Alves de Sousa Lima, mais conhecida como Jussara Lima, (Fronteiras, 5 de dezembro de 1960) é uma socióloga e política brasileira, filiada ao Partido Social Democrático (PSD). É senadora pelo Piauí, assumindo a vaga deixada por Wellington Dias (PT), que licenciou-se para ser ministro do Desenvolvimento e Assistência Social, Família e Combate à Fome.

## Dados biográficos
Filha de José Alves de Sousa e Maria Gomes Alves de Sousa. Socióloga formada pela Universidade Católica de Pernambuco, elegeu-se vereadora pelo Partido da Frente Liberal (PFL) em Fronteiras em 1988. Mesmo sendo a primeira mulher a exercer esse mandato em sua cidade natal, não disputou novas eleições até o pleito extemporâneo de 2011, quando foi eleita vice-prefeita pelo Partido Trabalhista Brasileiro (PTB) na chapa de Eudes Agripino Ribeiro. Filiada ao Partido Social Democrático (PSD) por questões familiares, perdeu a eleição para esse mesmo cargo em 2016.
Esposa do deputado federal Júlio César e mãe do deputado estadual Georgiano Neto, em 2022 foi eleita primeira suplente do senador Wellington Dias e assim foi convocada a exercer o mandato durante o período que o titular exercerá o cargo de ministro do Desenvolvimento Social no terceiro governo Luiz Inácio Lula da Silva.